# Jarogniewice (Grande-Pologne)
Pour les articles homonymes, voir Jarogniewice.
Jarogniewice (prononciation : [jarɔɡɲɛˈvit͡sɛ]) est un village polonais de la gmina de Czempiń dans le powiat de Kościan de la voïvodie de Grande-Pologne dans le centre-ouest de la Pologne.
Il se situe à environ 7 kilomètres à l'ouest de Czempiń (siège de la gmina), à 8 kilomètres au nord de Kościan (siège du powiat) et à 32 kilomètres au sud-ouest de Poznań (capitale régionale).
Le village possède une population de 398 habitants en 2009.

## Histoire
De 1975 à 1998, le village faisait partie du territoire de la voïvodie de Poznań.

Depuis 1999, Jarogniewice est situé dans la voïvodie de Grande-Pologne.